# Oost Gelre
Oost Gelre és un municipi de la província de Gelderland, al centre-oest dels Països Baixos. L'1 de gener del 2009 tenia 30.070 habitants repartits sobre una superfície de 110,19 km² (dels quals 0,49 km² corresponen a aigua). Fou creat el gener de 2005 de la unió dels antics municipis de Groenlo i Lichtenvoorde. Limita al nord amb Berkelland, a l'oest amb Bronckhorst i al sud amb Oude IJsselstreek, Aalten i Winterswijk.

## Centres de població
- Eefsele
- Groenlo
- Harreveld
- Lichtenvoorde
- Lievelde
- Mariënvelde
- Vragender
- Zieuwent
- Zwolle (Gelderland)

## Administració
El consistori consta de 23 membres, compost per:
- Crida Demòcrata Cristiana, (CDA) 10 regidors
- Partit Popular per la Llibertat i la Democràcia, (VVD) 5 regidors
- Onafhankelijken Oost Gelre, 4 regidors
- Partit del Treball, (PvdA) 3 regidors
- GGP/D66, 1 regidor